# Znikający punkt
Znikający punkt (ang. Vanishing Point) – film drogi z 1971. Ukazuje anarchiczne złudzenie wolności jednostki, jakie ta osiąga poprzez odrzucenie wszelkich nakazów zorganizowanego społeczeństwa. Swoim przesłaniem film nawiązuje do młodzieżowego buntu końca lat 60. XX wieku Był drugim, po Swobodnym jeźdźcu, filmem drogi nawiązującym do idei niczym nieskrępowanej wolności jednostki.
Autorem polskiego plakatu do filmu jest Andrzej Bertrandt

## Obsada
- Barry Newman jako Kowalski
- Cleavon Little as Super Soul

## Fabuła
Samotny bohater (buntownik bez powodu) wyzwala się spod kontroli społeczeństwa, ignorując obowiązujące w nim zakazy i nakazy. Przeżywa złudzenie pełnej wolności w pędzącym przez bezkresne amerykańskie pustynie samochodzie.
Bohater jest weteranem wojny wietnamskiej i byłym policjantem, który porzucił służbę. Był również kierowcą wyścigowym (samochodowym i motocyklowym). Nosi polskie nazwisko Kowalski, a zajmuje się dostarczaniem zamówionych przez klientów samochodów. Z niewiadomych powodów podejmuje się przewiezienia białego Dodge’a Challengera 440 R/T z potężnym silnikiem o mocy 380 KM do poniedziałku (zadanie otrzymuje w piątek wieczorem) pomimo wątpliwości pracownika firmy zajmującej się przewozem. Podczas zakupu narkotyków podejmuje zakład ze swoim dealerem, że trasę z Denver w Kolorado do San Francisco w Kalifornii (ok. 1242 mil – około 2000 km) pokona do soboty (następnego dnia) do godziny 15. Sceny podróży przerywane są wyrywkowymi retrospekcjami z życia Kowalskiego, z których to retrospekcji wynika, że bohater stracił wszystko, na czym mu zależało – kobietę, pracę itd. Niedaleko Glenwood Springs w Kolorado policja rozpoczyna za Kowalskim pościg, ciągnący się przez stany Kolorado, Utah, Nevada, aż po Kalifornię.
Przez prawie całą podróż bohaterowi pomaga, za pomocą radia, niewidomy Super Soul – Afroamerykanin, DJ ze stacji radiowej KOW w Goldfield w Nevadzie. Podsłuchuje policyjne komunikaty, dzięki którym Kowalski unika zastawionych na niego przez policję pułapek. Super Soul nazywa Kowalskiego ostatnim amerykańskim bohaterem, a słuchacze radia zaczynają interesować się losami bohatera. W pewnym momencie, unikając zatrzymania, Kowalski zjeżdża na pustynię. Gubi się na niej i łapie gumę. Wymieniając oponę, spotyka łowcę węży, który pomaga mu ukryć się przed policyjnym helikopterem, zdobyć benzynę, a także wskazuje drogę. Po południu tego samego dnia Super Soul zostaje brutalnie pobity przez grupę ludzi z miasteczka, a jego radiostacja zostaje zniszczona. Z radia zostaje potem nadany, głosem Super Soula, komunikat (przypuszczalnie nagrany), mający naprowadzić Kowalskiego w pułapkę policji. Z pomocą przychodzą mu wtedy mieszkający w samotnej chałupie na pustyni motocyklista i jego dziewczyna o długich blond włosach, jeżdżąca nago na motocyklu. Dostaje od nich więcej benzedryny (amfetaminy – którą bierze, aby sprostać zadaniu), pomagają mu także przekroczyć granicę stanu, na której policja zorganizowała blokadę drogową. Następnego dnia nad ranem w Cisco w Kalifornii Kowalski nie zatrzymuje się na blokadzie z dwóch buldożerów. Uderzając w nie, ginie w eksplozji samochodu.

## Wycięty wątek
W pierwotnej reżyserskiej wersji filmu pojawiał się wątek autostopowiczki, granej przez Charlotte Rampling, uosabiającej śmierć. Wątek ten miał wypełniać czas między wieczorem, kiedy Kowalski przekracza granicę stanów Kalifornia i Nevada, a rankiem, kiedy ginie w Cisco, producent nakazał jednak go usunąć. Pełna wersja filmu dostępna jest w Stanach Zjednoczonych na DVD.

## Remake
W 1997 roku powstała wersja telewizyjna filmu z Viggo Mortensenem. W pozostałych rolach pojawiły się m.in. Peta Wilson i Christine Elise.